# Andreas Schaad
Andreas Schaad (n. 18 aprilie 1965, Cantonul Schaffhausen, Elveția) este un sportiv ce a reprezentat Elveția, medaliat olimpic. A participat la 3 ediții ale Jocurilor Olimpice (1988, 1992, 1994) în care a câștigat o medalie de argint.